# 17501 Tetsuro
17501 Tetsuro este un asteroid din centura principală de asteroizi.

## Descriere
17501 Tetsuro este un asteroid din centura principală de asteroizi. A fost descoperit pe 23 martie 1992 la Kitami de Kin Endate și Kazuro Watanabe. Asteroidul prezintă o orbită caracterizată de o semiaxă mare de 2,26 ua, o excentricitate de 0,15 și o înclinație de 6,2° în raport cu ecliptica.